# Liga Española de Baloncesto (1957-1983)
La Liga Española de Baloncesto fue la denominación que recibió la actual competición del campeonato de liga de baloncesto —Liga ACB—, y que fue disputada desde su instauración en el año 1957 hasta que fue reemplazada por esta. Organizada por la Federación Española de Baloncesto, enfrentaba a los mejores clubes del territorio nacional con carácter anual, disputándose en un sistema de liga de todos contra todos a doble vuelta.
La Liga Nacional de Baloncesto se organizaba en distintas categorías, según un sistema piramidal, con ascensos y descensos entre ellas. El nivel más alto era la Primera División, por encima de la Segunda División, hasta que en 1978 se creó una categoría intermedia entre ambas, la Primera División B.
Fue disuelta en el año 1983, cuando los clubes, organizados en la recientemente creada Asociación de Clubes Españoles de Baloncesto (ACEB), decidieron organizar una competición independiente de la Federación que fomentase sobremanera la profesionalización y el desarrollo del baloncesto español. Mediante acuerdos de patrocinio y mayor cobertura televisiva se pretendía situar a la competición española a la vanguardia del baloncesto mundial a semejanza de la liga norteamericana NBA (en inglés: National Basketball Association). A pesar de ser, formalmente, dos competiciones distintas con reglas y sistema de competición diferentes, la Liga ACB ha sido considerada como la sucesora de la Primera División de la Liga Española de Baloncesto de la FEB. Es por ello que en cómputo histórico de los campeonatos y en el palmarés se suele reflejar un tanteo global.

## Historia
En 1947, se celebró el Campeonato Nacional de Liga de Baloncesto. Sin embargo, esta competición solo incluía a 8 equipos (4 madrileños y 4 catalanes). Sin embargo, el proyecto no tuvo continuidad ya que se encontró con muchas dificultades organizativas, estructurales y especialmente económicas que provocaron que fuera abandonado. A pesar de esto, se considera el torneo precursor de la Liga Nacional.
La Primera División de la Liga Española de la FEB disputada entre 1957 y 1983 era una liga en el sentido estricto de la palabra, al no existir play-off finales. Todos los participantes (cuyo número fue aumentando con los años) se enfrentaban entre sí de acuerdo al calendario establecido por un sorteo a principio de temporada. Cuando todos los equipos se habían enfrentado al resto, se iniciaba la "segunda vuelta". Los equipos se volvían a enfrentar entre ellos, siguiendo el mismo orden del calendario, pero alterando el campo en el que jugaban. De esta manera, todos los equipos se enfrentaban contra todos dos veces, y una vez en cada campo.
La victoria valía dos puntos y el empate un punto (en aquellos tiempo el reglamento del baloncesto contemplaba el empate a puntos).
Al finalizar la "segunda vuelta" concluía la liga y el primer clasificado, el equipo que más puntos había sumado, era proclamado campeón, y ganaba la posibilidad de participar en la Copa de Europa de Baloncesto, organizada por la FIBA.
Los equipos clasificados en segundo, tercer y cuarto lugar eran invitados a disputar la Copa Korać, excepto si alguno de ellos había ganado la Copa de Cádiz o la Copa del Rey de baloncesto, en cuyo caso era invitado a disputar la Recopa de Europa de Baloncesto.
Los tres últimos clasificados descendían a la Segunda División de la Liga Nacional (Primera División B a partir de 1978) y dejaban su plaza a los tres primeros clasificados de esta, que ascendían de categoría.
Durante las 27 temporadas que se disputó la liga, el Real Madrid fue el dominador absoluto de la competición, ganando 22 de las 27 ediciones. Tan solo en cinco ocasiones fue destronado, y siempre por equipos catalanes: el FC Barcelona en tres ocasiones, y el Joventut de Badalona en dos.

## Equipos participantes
En las 27 temporadas que hubo entre 1957 y 1983 compitieron un total de 45 equipos en la Primera División de la Liga Española de Baloncesto. Esta es la relación de los equipos, por partidos jugados:
| Equipo                      | P. J. | P. G. | P. P. | Emp. | Población                  | Comunidad           |
| --------------------------- | ----- | ----- | ----- | ---- | -------------------------- | ------------------- |
| Real Madrid                 | 589   | 531   | 52    | 6    | Madrid                     | Comunidad de Madrid |
| Club Joventut de Badalona   | 588   | 414   | 159   | 15   | Badalona                   | Cataluña            |
| Club Baloncesto Estudiantes | 588   | 299   | 271   | 18   | Madrid                     | Comunidad de Madrid |
| FC Barcelona                | 541   | 367   | 168   | 6    | Barcelona                  | Cataluña            |
| Bàsquet Manresa             | 344   | 146   | 188   | 10   | Manresa                    | Cataluña            |
| Club Águilas de Bilbao      | 294   | 91    | 202   | 1    | Bilbao                     | País Vasco          |
| RC Náutico de Tenerife      | 270   | 80    | 186   | 4    | Santa Cruz de Tenerife     | Canarias            |
| U.E. Mataró                 | 252   | 95    | 153   | 4    | Mataró                     | Cataluña            |
| Saski Baskonia              | 252   | 84    | 162   | 6    | Vitoria                    | País Vasco          |
| Círcol Catòlic de Badalona  | 248   | 132   | 109   | 7    | Badalona                   | Cataluña            |
| Picadero Jockey Club        | 246   | 157   | 85    | 4    | Barcelona                  | Cataluña            |
| U.D.R. Pineda               | 200   | 75    | 122   | 3    | Pineda de Mar              | Cataluña            |
| S.D. Kas                    | 186   | 101   | 84    | 1    | Vitoria/Bilbao             | País Vasco          |
| CB L'Hospitalet             | 162   | 52    | 106   | 4    | Hospitalet                 | Cataluña            |
| Club Baloncesto Breogán     | 156   | 45    | 110   | 1    | Lugo                       | Galicia             |
| CP San José Irpén           | 146   | 56    | 85    | 5    | Badalona                   | Cataluña            |
| Aismalíbar Montcada         | 144   | 87    | 54    | 3    | Moncada y Reixach          | Cataluña            |
| Granollers EB               | 144   | 64    | 72    | 8    | Granollers                 | Cataluña            |
| Real Canoe NC               | 138   | 33    | 103   | 2    | Madrid                     | Comunidad de Madrid |
| CN Helios                   | 134   | 37    | 93    | 4    | Zaragoza                   | Aragón              |
| RCD Español                 | 124   | 42    | 80    | 2    | Barcelona                  | Cataluña            |
| Club Baloncesto Valladolid  | 122   | 60    | 60    | 2    | Valladolid                 | Castilla y León     |
| C.Vallehermoso OJE          | 100   | 27    | 71    | 2    | Madrid                     | Comunidad de Madrid |
| Club Inmobanco              | 96    | 40    | 53    | 3    | Madrid                     | Comunidad de Madrid |
| C.B. Orillo Verde Sabadell  | 94    | 63    | 31    | 0    | Sabadell                   | Cataluña            |
| C.D. Iberia                 | 84    | 27    | 56    | 1    | Zaragoza                   | Aragón              |
| CB OAR                      | 78    | 29    | 46    | 3    | Ferrol                     | Galicia             |
| CB Askatuak                 | 66    | 20    | 43    | 3    | San Sebastián              | País Vasco          |
| U.E. Montgat                | 66    | 19    | 47    | 0    | Montgat                    | Cataluña            |
| Club Atlético San Sebastián | 64    | 23    | 41    | 0    | San Sebastián              | País Vasco          |
| C. Hesperia                 | 62    | 28    | 32    | 2    | Madrid                     | Comunidad de Madrid |
| Club Baloncesto Zaragoza    | 52    | 31    | 20    | 1    | Zaragoza                   | Aragón              |
| Caja de Ronda               | 52    | 16    | 35    | 1    | Málaga                     | Andalucía           |
| C. YMCA España              | 50    | 22    | 27    | 1    | Madrid                     | Comunidad de Madrid |
| CD La Salle Barcelona       | 48    | 7     | 39    | 2    | Barcelona                  | Cataluña            |
| Club Bàsquet Mollet         | 44    | 6     | 36    | 2    | Mollet del Vallés          | Cataluña            |
| C. Agroman                  | 40    | 10    | 30    | 0    | Madrid                     | Comunidad de Madrid |
| CD Layetano                 | 40    | 10    | 30    | 0    | Barcelona                  | Cataluña            |
| Club Baloncesto Sevilla     | 30    | 10    | 20    | 0    | Sevilla                    | Andalucía           |
| Club Baloncesto Manresa     | 30    | 9     | 20    | 1    | Manresa                    | Cataluña            |
| CB Canarias                 | 26    | 4     | 20    | 2    | San Cristóbal de La Laguna | Canarias            |
| Obradoiro                   | 26    | 2     | 24    | 0    | Santiago de Compostela     | Galicia             |
| Club Bosco                  | 22    | 6     | 15    | 1    | La Coruña                  | Galicia             |
| Real Zaragoza               | 22    | 2     | 19    | 1    | Zaragoza                   | Aragón              |
| Club Tritones               | 10    | 5     | 5     | 0    | Zaragoza                   | Aragón              |

### Equipos participantes según comunidades autónomas
| - 18 equipos: Cataluña - 8 equipos: Comunidad de Madrid - 5 equipos: País Vasco y Aragón |  | - 4 equipos: Galicia - 2 equipos: Canarias y Andalucía - 1 equipos: Castilla y León |

## Historial por temporada
La Liga española de baloncesto viene disputándose ininterrumpidamente desde 1957, pero antes hubo muchos proyectos y una primera prueba muy en serio que no cuajó. Fue en 1947, con ocho equipos. Había además una Segunda División, con dieciocho equipos repartidos en sectores geográficos. Dicha liga no contabiliza en el palmarés de los equipos, al no ser declarada oficial.
| Temporada | Equip. | Jorn. | Campeón         | Pts. | Subcampeón    | Pts. | Máx. anotador | Pts.        | Entrenador campeón |
| --------- | ------ | ----- | --------------- | ---- | ------------- | ---- | ------------- | ----------- | ------------------ |
| 1947      | 8      | 22    | C. F. Barcelona | 24   | U. D. Montgat | 20   | Desconocido   | Desconocido | Desconocido        |

Este es el palmarés por temporada de la Primera División de la Liga Nacional de Baloncesto:
| Temporada | Equip. | Jorn. | Campeón              | Pts. | Subcampeón           | Pts. | Máx. anotador           | Pts. | Entrenador campeón |
| --------- | ------ | ----- | -------------------- | ---- | -------------------- | ---- | ----------------------- | ---- | ------------------ |
| 1957      | 6      | 10    | Real Madrid          | 17   | C. F. Barcelona      | 17   | Alfonso Martínez (RM)   | 180  | Ignacio Pinedo     |
| 1958      | 10     | 18    | Real Madrid          | 32   | Juventud de Badalona | 29   | Alfonso Martínez (RM)   | 310  | Ignacio Pinedo     |
| 1958-59   | 12     | 22    | C. F. Barcelona      | 40   | Real Madrid          | 38   | Juan Ramón Báez (RM)    | 445  | Jaime Isal         |
| 1959-60   | 12     | 22    | Real Madrid          | 40   | Juventud de Badalona | 33   | Juan Ramón Báez (RM)    | 439  | Pedro Ferrándiz    |
| 1960-61   | 12     | 22    | Real Madrid          | 42   | C. B. Sabadell       | 30   | Francisco Llobet (Ori)  | 450  | Pedro Ferrándiz    |
| 1961-62   | 10     | 18    | Real Madrid          | 36   | Juventud de Badalona | 31   | Wayne Hightower (RM)    | 355  | Pedro Ferrándiz    |
| 1962-63   | 12     | 16*   | Real Madrid          | 11** | C. B. Estudiantes    | 9**  | Emiliano Rodríguez (RM) | 319  | Joaquín Hernández  |
| 1963-64   | 14     | 26*   | Real Madrid          | 18** | Picadero J. C.       | 16** | Emiliano Rodríguez (RM) | 499  | Joaquín Hernández  |
| 1964-65   | 8      | 14    | Real Madrid          | 27   | Picadero J. C.       | 25   | Lorenzo Alocén (Hel)    | 330  | Pedro Ferrándiz    |
| 1965-66   | 10     | 18    | Real Madrid          | 34   | Picadero J. C.       | 33   | Miles Aiken (RM)        | 431  | Robert Busnel      |
| 1966-67   | 11     | 20    | Juventud de Badalona | 38   | Real Madrid          | 38   | Alfonso Martínez (JOV)  | 441  | E.Kucharsky        |
| 1967-68   | 11     | 20    | Real Madrid          | 38   | C. B. Estudiantes    | 36   | Clifford Luyk (RM)      | 486  | Pedro Ferrándiz    |
| 1968-69   | 12     | 22    | Real Madrid          | 37   | Juventud de Badalona | 33   | Charles Thomas (STJ)    | 563  | Pedro Ferrándiz    |
| 1969-70   | 12     | 22    | Real Madrid          | 38   | Picadero J. C.       | 37   | Charles Thomas (STJ)    | 529  | Pedro Ferrándiz    |
| 1970-71   | 12     | 22    | Real Madrid          | 42   | Juventud de Badalona | 42   | Alfredo Pérez (BRE)     | 595  | Pedro Ferrándiz    |
| 1971-72   | 12     | 22    | Real Madrid          | 42   | C. F. Barcelona      | 38   | Gonzalo Sagi-Vela (EST) | 475  | Pedro Ferrándiz    |
| 1972-73   | 16     | 30    | Real Madrid          | 60   | Juventud de Badalona | 52   | Alfredo Pérez (BRE)     | 697  | Pedro Ferrándiz    |
| 1973-74   | 15     | 28    | Real Madrid          | 55   | F. C. Barcelona      | 46   | John Coughran (YMCA)    | 888  | Pedro Ferrándiz    |
| 1974-75   | 12     | 22    | Real Madrid          | 40   | F. C. Barcelona      | 38   | Ray Price (BAS)         | 708  | Pedro Ferrándiz    |
| 1975-76   | 12     | 32    | Real Madrid          | 58   | F. C. Barcelona      | 46   | Bob Fullarton (BRE)     | 968  | Lolo Sainz         |
| 1976-77   | 12     | 22    | Real Madrid          | 42   | F. C. Barcelona      | 41   | Bob Guyette (FCB)       | 703  | Lolo Sainz         |
| 1977-78   | 12     | 22    | Juventud de Badalona | 40   | Real Madrid          | 38   | Essie Hollis (ASK)      | 862  | Antoni Serra       |
| 1978-79   | 12     | 22    | Real Madrid          | 40   | F. C. Barcelona      | 34   | Webb Williams (BAS)     | 735  | Lolo Sainz         |
| 1979-80   | 12     | 22    | Real Madrid          | 40   | F. C. Barcelona      | 38   | Nate Davis (VALL)       | 654  | Lolo Sainz         |
| 1980-81   | 14     | 26    | F. C. Barcelona      | 40   | C. B. Estudiantes    | 38   | Essie Hollis (GRA)      | 599  | Antoni Serra       |
| 1981-82   | 14     | 26    | Real Madrid          | 50   | F. C. Barcelona      | 48   | Larry McNeill (CAN)     | 890  | Lolo Sainz         |
| 1982-83   | 14     | 26    | F. C. Barcelona      | 50   | Real Madrid          | 50   | Claude Gregory (BAS)    | 773  | Antoni Serra       |

Notas:

(*) Las Ligas de las temporadas 1962-63 y 1963-64 tuvieron dos fases. Aquí se indica el número total de partidos que se disputaron entre la fase regular y la fase final.

(**) Sólo se indica el número de puntos conseguidos en la fase final.

(***) En la temporada 1982-83 el F. C. Barcelona y el Real Madrid igualaron a puntos. Al no ser el "basket-average" un factor valorable, se jugó una final en Oviedo para decidir el campeón el 7 de abril de 1983 ganando los catalanes por 76-70.

### Palmarés
| Equipo               | Títulos | Sub. | Años campeonatos | Años subcampeonatos                                  |
| -------------------- | ------- | ---- | --- | ---------------------------------------------------- |
| Real Madrid          | 22      | 4    | 1957, 1958, 1960, 1961, 1962, 1963, 1964, 1965, 1966, 1968, 1969, 1970, 1971, 1972, 1973, 1974, 1975, 1976, 1977, 1979, 1980, 1982 | 1959, 1967, 1978, 1983                               |
| F. C. Barcelona      | 3       | 9    | 1959, 1981, 1983 | 1957, 1972, 1974, 1975, 1976, 1977, 1979, 1980, 1982 |
| Joventut de Badalona | 2       | 6    | 1967, 1978 | 1958, 1960, 1962, 1969, 1971, 1973                   |
| Picadero Jockey Club | -       | 4    | | 1958, 1960, 1962, 1969, 1971, 1973                   |
| C. B. Estudiantes    | -       | 3    | | 1964, 1965, 1966, 1970                               |
| C. B. Sabadell       | -       | 1    | | 1961                                                 |

## Récords de la Primera División de la Liga Española 1957-1983
- Equipo que más títulos ganó: Real Madrid, 22 títulos.
- Entrenador que más títulos ganó: Pedro Ferrándiz, 12 títulos.
- Jugador que más temporadas jugó: Alfonso Martínez, 19 temporadas.
- Jugador que más títulos ganó: Clifford Luyk, 14 ligas.
- Jugador que ganó el título con más equipos: Alfonso Martínez, con 3 equipos distintos, FC Barcelona, Real Madrid y Joventut.
- Jugador que más puntos anotó en la historia de la Liga: Alfonso Martínez.
- Jugador que más puntos anotó en una temporada: Bob Fullarton, del CB Breogán, anotó 968 puntos en 32 jornadas en la temporada 1975-76.
- Jugador que más temporadas fue el máximo anotador: Alfonso Martínez, en tres temporadas.
- Jugador con mejor promedio anotador de la Liga: Essie Hollis fue el máximo anotador de la temporada 1977-78 anotando 862 puntos, con un promedio de 39,18 puntos por partido.
- Jugador que más puntos anotó en un partido: Walter Szczerbiak, anotó 65 puntos el 8 de febrero de 1976, cuando el Real Madrid ganó al CB Breogán por 140-48.
- Máxima diferencia en un partido: 92 puntos de diferencia cuando el Real Madrid ganó al CB Breogán por 140-48 el 8 de febrero de 1976.